# Gitte-monologer
 Der er for få eller ingen kildehenvisninger i denne artikel, hvilket er et problem. Du kan hjælpe ved at angive troværdige kilder til de påstande, som fremføres i artiklen.

Gitte-monologer er en række tekster skrevet af Per Højholt og set i bogform, som oplæsning, optagelser og film og fra begyndelsen af 1980'erne.
De enkelte værksdele har titler, der begynder med "Gittes monolog om ...", og har som stemme "Gitte", der beskrives som en 23-årig husmor fra provinsen et sted mellem Skanderborg og Aarhus. Hun taler til sin veninde "Susanne" og er gift med "Preben".
I Højholts oplæsninger af hver enkelt Gitte-monolog har han sædvanligvis en paratekst, hvor der forklares om tekstens opståen.
Gitte hørtes i 1979 i radioprogrammet Undervandstidende på Danmarks Radio.
I bogform udkom monologerne under titlen "Gittes monologer og andre kvababelser" i 1984.
Derefter som to lydudgivelser "Gittes monologer" fra 1982 og "Gittes sidste monologer – nye Gitte monologer" i 1983.
I 1984 udkom en samlet udgave i bogform.
Højholts oplæsninger fra en restaurant i København i 1984 blev filmet af Ebbe Preisler under titlen "Gittes monologer - Per Højholt".
Den 16. februar 1982 udsendte Danmarks Radio en halv times dramatisering af monologerne under titlen "Gittes Verden", hvor Elsebeth Stentoft spillede Gitte.
Der forefindes en film med 49 minutters råoptagelser fra et program under titlen Gitte-monologerne.
Før Gitte havde Højholt udgivet modernistiske digterværker til et snævert publikum.
Gitte-monologerne blev et folkeligt gennembrud.
Udfra Gittes beskrivelse har Preben interesse i rally og ishockey, abonnerer på Aktuelt, er medlem af Socialdemokratiet og er Toyota-ejer.